# When I See the Sun Always Shines on TV
When I See the Sun Always Shines on TV è l'undicesimo album in studio del gruppo musicale canadese Nadja, pubblicato nel 2009.

## Tracce
1. Only Shallow (cover dei My Bloody Valentine) – 6:35
2. Pea (cover dei Codeine) – 4:39
3. No Cure for the Lonely (cover degli Swans) – 6:56
4. Dead Skin Mask (cover degli Slayer) – 10:06
5. The Sun Always Shines on TV (cover degli A-ha) – 6:01
6. Needle in the Hay (cover di Elliott Smith) – 4:54
7. Long Dark Twenties (cover dei Kids in the Hall) – 6:35
8. Faith (cover dei The Cure) – 12:47

## Formazione

### Gruppo
- Aidan Baker – voce, chitarra, pianoforte, flauto, batteria
- Leah Buckareff – voce, basso